# Арынч, Бюлент
Бюлент Арынч (тур. Bülent Arınç; род. 25 мая 1948, Бурса) — турецкий политик.

## Биография
Предки Арынча были критянами, принявшими ислам. Они перебрались на территорию современной Турции во времена правления султана Абдул-Хамида Второго. Бюлент Арынч владеет критским диалектом греческого языка.
Родился 25 мая 1948 года в Бурсе. По окончании школы в Манисе поступил в Анкарский университет, в котором в 1970 году получил степень бакалавра права. После окончания университета работал адвокатом в Манисе.
В 1995 году был избран членом Великого национального собрания от партии благоденствия.
В 1998 году перешёл в партию Добродетели. В 1999 году был повторно избран членом Великого национального собрания. После запрета партии Добродетели, стал одним из основателей партии справедливости и развития.
В 2002 году Арынч в третий раз был избран в парламент. 19 ноября 2002 года был избран спикером Великого национального собрания.
1 мая 2009 года был назначен заместителем премьер-министра.
В одном из интервью Бюлент Арынч назвал Собор Святой Софии «мечетью» и заявил, что он должен быть перестроен из музея в действующую мечеть, это вызвало негативную реакцию правительства Греции.
Женат, трое детей. Его сын погиб в аварии в 1997 году.